# Rosèola infantil
La rosèola infantil o exantema sobtat és una malaltia vírica. La majoria de les infeccions es produeixen abans dels tres anys. Els símptomes varien des de la seva absència fins a la presentació clàssica d'una febre d'inici ràpid seguida d'una erupció. La febre generalment dura de tres a cinc dies. L'erupció és generalment rosada i té una durada de menys de tres dies. Les complicacions poden incloure convulsions febrils, amb complicacions greus rares.
És causada per l’herpesvirus humà 6 (HHV-6) o l’herpesvirus humà 7 (HHV-7). La propagació sol produir-se a través de la saliva d’aquells que d’una altra manera són sans. Tot i això, també es pot estendre de la mare al fetus durant l'embaràs. El diagnòstic es basa generalment en els símptomes i signes, però es pot confirmar amb proves de sang. També poden estar presents un nombre reduït de leucòcits.
El tractament inclou ingesta de suficient de líquids i medicaments per tractar la febre. Gairebé totes les persones han estat infectades en algun moment. No hi ha diferència en el sexe pel grau d'afectació. La malaltia es va descriure per primera vegada el 1910, mentre que el virus causal no es va poder determinar fins al 1988. La malaltia es pot reactivar en persones amb un sistema immunitari debilitat i llavors pot causar problemes de salut importants.